# Сагайдак Юрій Михайлович
Ю́рій Миха́йлович Сагайда́к (9 лютого 1969 — 24 серпня 2014) — сержант Збройних сил України, учасник російсько-української війни.

## Життєвий шлях
Народився 1983 року в селі Новостроївка (Царичанський район Дніпропетровської області). Закінчив 8 класів Бабайківської школи, Петриківське ПТУ-79, механізатор. 1987 року призваний на строкову службу, Тихоокеанський флот. Ще в школі почав займатися гирьовим спортом, кандидат в майстри спорту. На Всесоюзних змаганнях у Біловодську Луганської області увійшов до трійки призерів, 1988-го став чемпіоном Тихоокеанського флоту з гирьового спорту.
Працював мотористом на СТО в Яризівці, у міліції з охорони каналу Дніпро — Донбас, останні роки — на заводі в місті Дніпро.
З червня 2014-го — стрілець-санітар 39-го батальйону територіальної оборони ЗС України «Дніпро-2», псевдо «Батя». Коли доводилося відступати, лишався у групі прикриття.
23 серпня підрозділу стало відомо, що в їх напрямі з Росії рухається мотоколона, проте отримали наказ окопатися. 24 серпня загинув у бою на блокпосту № 4 поблизу села Новодвірське в районі міста Моспине — смт Новий Світ (Старобешівський район) під час наступу російських збройних формувань при боях за Іловайськ. Тоді ж полягли Володимир Шевченко та Володимир Яровий.
Був похований неподалік від блокпоста. Разом із тілом Сагайдака лежав обривок жовтого скотчу, на якому було написано «Сагайдак Ю. М.».
Ексгумований місією «Ексгумація-200» («Чорний тюльпан») 11 червня 2015-го, упізнаний за експертизою ДНК. Похований 25 вересня 2015 року в Новостроївці.
Залишилися дружина Вікторія Анатоліївна, сини Ігор та Валерій.

## Нагороди та вшанування
За особисту мужність і героїзм, виявлені у захисті державного суверенітету та територіальної цілісності України, вірність військовій присязі під час російсько-української війни, відзначений — нагороджений
- орденом «За мужність» III ступеня (16.1.2016, посмертно)
- Його портрет розміщений на меморіалі «Стіна пам'яті полеглих за Україну» в Києві: секція 3, ряд 8, місце 7
- Вшановується 24 серпня на щоденному ранковому церемоніалі вшанування українських захисників, які загинули цього дня в різні роки внаслідок російської збройної агресії[1]
- 1 вересня 2016 року в селі Бабайківка Царичанського району Дніпропетровської області на будівлі загальноосвітньої школи відкрито меморіальну дошку Юрію Сагайдаку.